# Paul Vollmert
Paul Vollmert (* 29. August 1901 in Wildenhagen; † unbekannt) war ein deutscher Politiker und Funktionär der DDR-Blockpartei Demokratische Bauernpartei Deutschlands (DBD).
Vollmert war der Sohn eines Arbeiters. Nach dem Besuch der Volksschule wurde er Gärtner und war im Obst- und Gemüsebau tätig. Am 1. Mai 1937 erfolgte sein Eintritt in die NSDAP (Mitgliedsnummer 4.511.247). Nach dem Zweiten Weltkrieg trat er in die DBD ein und lebte als werktätiger Einzelbauer in Piesdorf im Kreis Saalfeld. Von 1956 bis 1958 war er Mitglied der DBD-Fraktion der Volkskammer der DDR.